# Нидеркайна

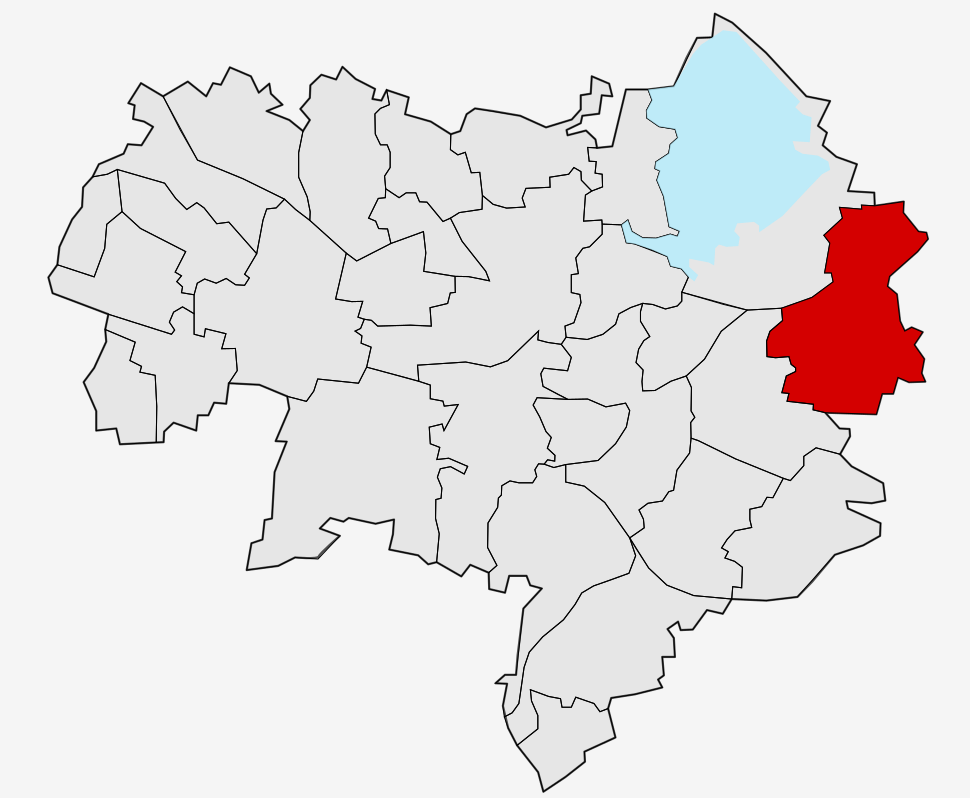
Нидеркайна на городской карте Баутцена

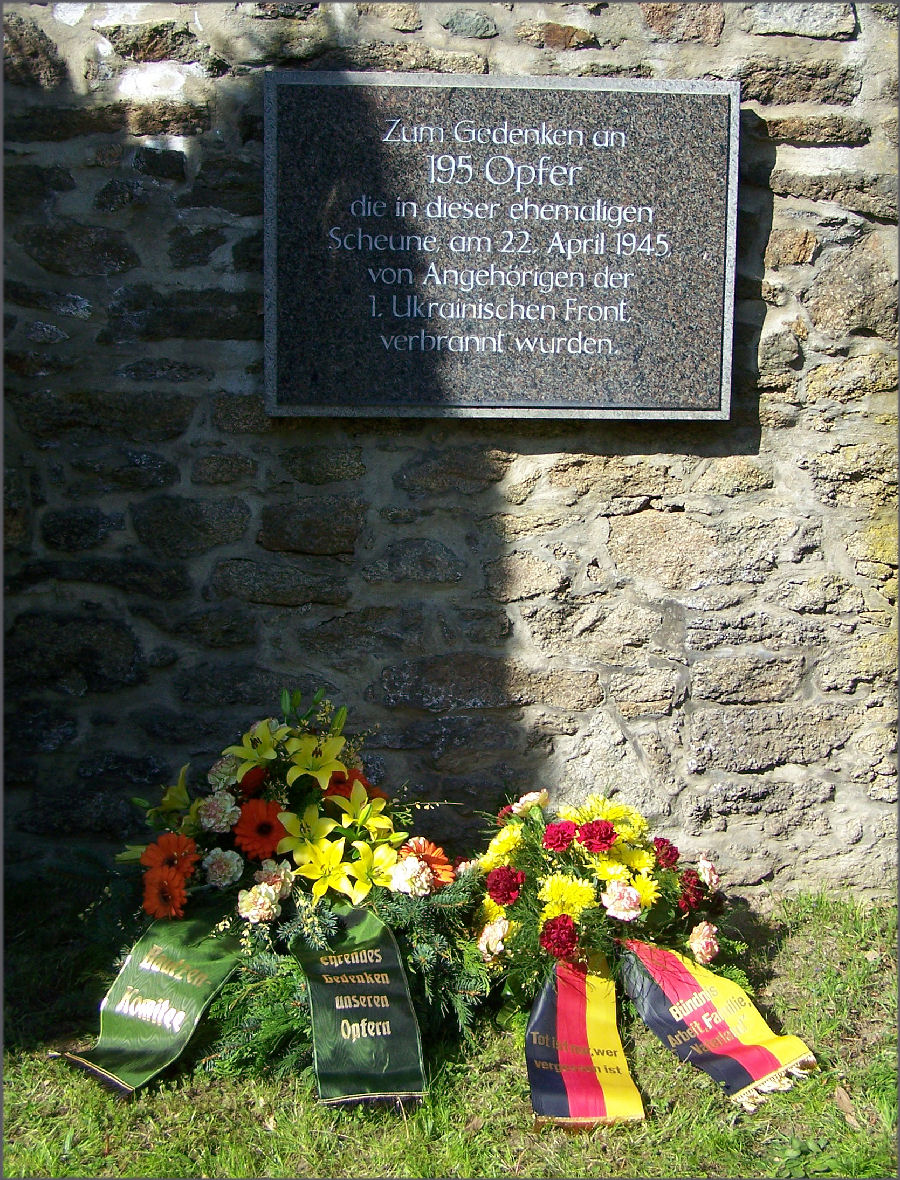
Мемориальная табличка в память о погибших добровольцах фольксштурма

Ни́деркайна или Де́льня-Ки́на (нем. Niederkaina; в.-луж. Delnja Kinaо файле) — сельский населённый пункт в Верхней Лужице, входящий с 1994 года в городские границы Баутцена, Германия. Район Баутцена. В границы района также входит деревня Бозанкецы.

## География
Находится на берегу реки Боблицер-Вассер (нем. Boblitzer Wasser, иное наименование — Альбрехтсбах (нем. Albrechtsbach, славянское наименование — Альбрехтовка (в.-луж. Albrechtowka)) на востоке от исторического центра Баутцена. На юго-западе от деревни — обширный лесной массив. На юге находится холм Шафберг (нем. Schafberg, славянское наименование — Во́вча-Го́ра (в.-луж. Wowča hora) высотой 201,6 метров, на котором находится доисторический могильник более чем с двумя тысячами захоронениями. Этот могильник является одним из крупнейших археологических памятников в Германии.
Через населённый пункт с севера на юг проходит автомобильная дорога K7237, которая на севере от деревни пересекает автомагистраль A4 и с востока на юго-запад — автомобильная дорога K7219. На востоке от деревни расположен аэропорт «Flugplatz Bautzen» (ICAO-Code EDAB), называемый в просторечии «Литтен» (от наименования близлежащей деревни Литтен). На северо-западе между деревней и населённым пунктом Борк на противоположной стороне автомагистрали А4 находится гравийный карьер.
Соседние населённые пункты: на северо-востоке — деревня Бозанкецы (входит в границы Нидеркайны), на северо-востоке — деревня Кракецы коммуны Кубшюц, на востоке — деревня Летонь коммуны Кубшюц, на юго-западе — деревня Наджанецы и на северо-западе — деревня Борк.

## История
Впервые упоминается в 1261 году под наименованием «China». С 1936 по 1994 года деревня входила в состав коммуны Базанквиц. В 1994 году вошла в городские границы Баутцена.
19 апреля 1945 года советским подразделением 1-го Украинского фронта (согласно мемориальной табличке в память о погибших, по другим сведениям — подразделением 2-й Армии Войска Польского) во время Баутцен-Вайсенбергской операции была взята в плен рота немецких ополченцев в составе 195 человек. 22 апреля эта группа военнопленных фольксштрума была сожжена в сарае отрядом СМЕРШа. В память о погибших немецких добровольцев в деревне установлена памятная доска. Ещё одна группа из 181 немецких военнопленных была расстреляна в окрестностях деревни.
В настоящее время деревня входит в состав культурно-территориальной автономии «Лужицкая поселенческая область», на территории которой действуют законодательные акты земель Саксонии и Бранденбурга, содействующие сохранению лужицких языков и культуры лужичан.
Исторические немецкие наименования
- China, 1261
- Conradus de Kyna, 1293
- Kina, 1345
- Nedirsten Kyne, 1372
- Keyne, 1419
- Keyne inferior, 1440
- Nediren Keyne, 1449
- Nyder Keyne, 1507
- Nieder Caina, 1658
- Nieder Keyna, 1791

## Население
Официальным языком в населённом пункте, помимо немецкого, является также верхнелужицкий язык.
Согласно статистическому сочинению «Dodawki k statisticy a etnografiji łužickich Serbow» Арношта Муки в 1884 году в деревне проживало 276 человека (из них — 261 лужичанина (95 %)).
Лужицкий демограф Арношт Черник в своём сочинении «Die Entwicklung der sorbischen Bevölkerung» указывает, что в 1956 году при общей численности в 413 человека серболужицкое население деревни составляло 50,6 % (из них 111 взрослых владели активно верхнелужицким языком, 55 взрослых — пассивно; 43 несовершеннолетних свободно владели языком).
| 1834 | 1871 | 1890 | 1910 | 1925 | 1939 | 1946 | 1950 | 1964 | 1990 | 2020 |
| ---- | ---- | ---- | ---- | ---- | ---- | ---- | ---- | ---- | ---- | ---- |
| 180  | 247  | 277  | 243  | 302  | 366  | 356  | 438  | 390  | 515  | 483  |

## Достопримечательности
Культурные памятники федеральной земли Саксония
Всего в деревне находится пять объектов памятников культуры и истории:
- Родник в гранитном обрамлении, Dorfstraße. Оборудован в гранит в 1835 году
- Жилой дом, первая половина XIX века, Dorfstraße 33a
- Жилой дом с хозяйственной постройкой, первая половина XIX века, Dorfstraße 35
- Усадьба с парком, 1719, Niederkainaer Straße 71
- Дом бывшей усадьбы с садовым павильоном и хозяйственной постройкой, 1719, Niederkainaer Straße 71